# Eastern Intercollegiate Volleyball Association
La Eastern Intercollegiate Volleyball Association (EIVA) è una delle 8 conference di pallavolo maschile affiliate alla NCAA Division I, la squadra vincitrice accede di diritto al torneo NCAA.

## Membri
| Squadra      | Sede          | Stato                | Fondazione | Soprannome    | Affiliazione |
| ------------ | ------------- | -------------------- | ---------- | ------------- | ------------ |
| Charleston   | Charleston    | Virginia Occidentale | 2013       | Golden Eagles | 2016         |
| George Mason | Fairfax       | Virginia             | 1975       | Patriots      | 1975         |
| Harvard      | Cambridge     | Massachusetts        | 1981       | Crimson       | 1982         |
| NJIT         | Newark        | New Jersey           | ?          | Highlanders   | 1977         |
| Penn State   | State College | Pennsylvania         | 1977       | Nittany Lions | ?            |
| Princeton    | Princeton     | New Jersey           | 1997       | Tigers        | 1977         |
| Sacred Heart | Fairfield     | Connecticut          | ?          | Pioneers      | 2025         |

### Ex membri
| College              | Ingresso | Uscita |
| -------------------- | -------- | ------ |
| Queens CUNY          | ?        | ?      |
| US Military Academy  | ?        | ?      |
| Yale                 | ?        | ?      |
| Springfield          | 1971     | 2011   |
| Vassar               | 1981     | 2007   |
| SUNY New Paltz       | ?        | 2000   |
| Concordia (New York) | ?        | 2003   |
| Southampton          | ?        | 2005   |
| East Stroudsburg     | ?        | 2008   |
| New Haven            | ?        | 2008   |
| Juniata              | ?        | 2011   |
| New York             | ?        | 2011   |
| Rutgers Newark       | ?        | 2014   |
| Saint Francis        | 1987     | 2022   |
| St. Francis          | 2022     | 2022   |

## Arene
| Squadre      | Arene                                           | Capacità |
| ------------ | ----------------------------------------------- | -------- |
| Charleston   | The Russell and Martha Wehrle Innovation Center | 1 551    |
| George Mason | Recreation Athletic Complex                     | 1 550    |
| Harvard      | Malkin Athletic Center                          | 1 000    |
| NJIT         | Wellness and Events Center                      | 3 500    |
| Penn State   | Rec Hall                                        | 6 469    |
| Princeton    | Dillon Gym                                      | 1 500    |
| Sacred Heart | Pitt Center                                     | 2 000    |

## Albo d'oro
| Dal 1971 al 1982 la competizione è denominata Eastern Collegiate Volleyball League   |                     |               |               |
| 1971 Dettagli                                                                        | Springfield         | -             | -             |
| 1972 Dettagli                                                                        | Penn State          | -             | -             |
| 1973 Dettagli                                                                        | US Military Academy | -             | -             |
| 1974 Dettagli                                                                        | Springfield         | -             | -             |
| 1975 Dettagli                                                                        | Yale                | -             | -             |
| 1976 Dettagli                                                                        | Penn State          | -             | -             |
| 1977 Dettagli                                                                        | Rutgers Newark      | -             | -             |
| 1978 Dettagli                                                                        | Rutgers Newark      | -             | -             |
| 1979 Dettagli                                                                        | Rutgers Newark      | -             | -             |
| 1980 Dettagli                                                                        | Rutgers Newark      | -             | -             |
| 1981 Dettagli                                                                        | Penn State          | -             | -             |
| 1982 Dettagli                                                                        | Penn State          | -             | -             |
| Dal 1983 la competizione è denominata Eastern Intercollegiate Volleyball Association |                     |               |               |
| 1983 Dettagli                                                                        | Penn State          | -             | -             |
| 1984 Dettagli                                                                        | George Mason        | -             | -             |
| 1985 Dettagli                                                                        | George Mason        | -             | -             |
| 1986 Dettagli                                                                        | Penn State          | -             | -             |
| 1987 Dettagli                                                                        | Penn State          | -             | -             |
| 1988 Dettagli                                                                        | George Mason        | -             | -             |
| 1989 Dettagli                                                                        | Penn State          | -             | -             |
| 1990 Dettagli                                                                        | Rutgers Newark      | -             | -             |
| 1991 Dettagli                                                                        | Penn State          | -             | -             |
| 1992 Dettagli                                                                        | Penn State          | -             | -             |
| 1993 Dettagli                                                                        | Penn State          | -             | -             |
| 1994 Dettagli                                                                        | Penn State          | -             | -             |
| 1995 Dettagli                                                                        | Penn State          | -             | -             |
| 1996 Dettagli                                                                        | Penn State          | -             | -             |
| 1997 Dettagli                                                                        | Penn State          | -             | -             |
| 1998 Dettagli                                                                        | Princeton           | -             | -             |
| 1999 Dettagli                                                                        | Penn State          | -             | -             |
| 2000 Dettagli                                                                        | Penn State          | -             | -             |
| 2001 Dettagli                                                                        | Penn State          | -             | -             |
| 2002 Dettagli                                                                        | Penn State          | -             | -             |
| 2003 Dettagli                                                                        | Penn State          | -             | -             |
| 2004 Dettagli                                                                        | Penn State          | -             | -             |
| 2005 Dettagli                                                                        | Penn State          | -             | -             |
| 2006 Dettagli                                                                        | Penn State          | Saint Francis | -             |
| 2007 Dettagli                                                                        | Penn State          | Princeton     | -             |
| 2008 Dettagli                                                                        | Penn State          | George Mason  | -             |
| 2009 Dettagli                                                                        | Penn State          | Juniata       | -             |
| 2010 Dettagli                                                                        | Penn State          | Princeton     | -             |
| 2011 Dettagli                                                                        | Penn State          | Springfield   | -             |
| 2012 Dettagli                                                                        | Penn State          | George Mason  | -             |
| 2013 Dettagli                                                                        | Penn State          | Harvard       | -             |
| 2014 Dettagli                                                                        | Penn State          | Princeton     | -             |
| 2015 Dettagli                                                                        | Penn State          | George Mason  | -             |
| 2016 Dettagli                                                                        | George Mason        | Saint Francis | -             |
| 2017 Dettagli                                                                        | Penn State          | Saint Francis | -             |
| 2018 Dettagli                                                                        | Harvard             | Princeton     | -             |
| 2019 Dettagli                                                                        | Princeton           | Penn State    | -             |
| 2020 Dettagli                                                                        | Non assegnato       | Non assegnato | Non assegnato |
| 2021 Dettagli                                                                        | Penn State          | George Mason  | -             |
| 2022 Dettagli                                                                        | Princeton           | NJIT          | -             |
| 2023 Dettagli                                                                        | Penn State          | Princeton     | -             |
| 2024 Dettagli                                                                        | Penn State          | George Mason  | -             |
| 2025 Dettagli                                                                        | Penn State          | Princeton     | -             |

## Palmarès
| Squadre             | Titoli | Stagioni |
| ------------------- | ------ | --- |
| Penn State          | 37     | 1972, 1976, 1981, 1982, 1983, 1986, 1987, 1989, 1991, 1992, 1993, 1994, 1995, 1996, 1997, 1999, 2000, 2001, 2002, 2003, 2004, 2005, 2006, 2007, 2008, 2009, 2010, 2011, 2012, 2013, 2014, 2015, 2017, 2021, 2023, 2024, 2025 |
| Rutgers Newark      | 5      | 1977, 1978, 1979, 1980, 1990 |
| George Mason        | 4      | 1984, 1985, 1988, 2016 |
| Princeton           | 3      | 1998, 2019, 2022 |
| Springfield         | 2      | 1971, 1974 |
| US Military Academy | 1      | 1973 |
| Yale                | 1      | 1975 |
| Harvard             | 1      | 2018 |